# سرژیو برتی
سرژیو برتی (انگلیسی: Sergio Berti؛ زادهٔ ۱۷ سپتامبر ۱۹۶۹) بازیکن فوتبال اهل آرژانتین است.
از باشگاه‌هایی که در آن بازی کرده‌است می‌توان به باشگاه فوتبال بوکا جونیورز، باشگاه فوتبال آمریکا، باشگاه فوتبال پارما، باشگاه ورزشی بارسلونا، باشگاه فوتبال اتلتیکو هوراکان، باشگاه فوتبال رئال ساراگوسا، باشگاه فوتبال العین، و باشگاه فوتبال ریور پلاته اشاره کرد.
وی همچنین در تیم ملی فوتبال آرژانتین بازی کرده‌است.